# 烏尼亞帕卡山
13°11′35″S 74°55′52″W / 13.19306°S 74.93111°W
烏尼亞帕卡山（Uña Paka），是秘魯的山峰，位於該國中南部萬卡韋利卡大區，由瓦喬科爾帕區和皮爾皮查卡區負責管轄，屬於安地斯山脈的一部分，海拔高度5,050米。